# دنیله بناتی
دنیله بناتی (ایتالیایی: Daniele Bennati؛ زادهٔ ۲۴ سپتامبر ۱۹۸۰) دوچرخه‌سوار اهل ایتالیا است.

## باشگاهی
از باشگاه‌هایی که در آن رکاب زده‌است می‌توان به تیم تینکوف، تیم ترک-سگافردو، لیکویگاس، تیم یوای‌ئی امارات، آوروم هتلز، تیم دوچرخه‌سواری فوناک، و تیم موویستار اشاره کرد.